# Hyposoter niger
Hyposoter niger là một loài tò vò trong họ Ichneumonidae.